# Tephrocybe fuscipes
Tephrocybe fuscipes är en svampart som beskrevs av P.D. Orton 1969. Tephrocybe fuscipes ingår i släktet Tephrocybe och familjen Lyophyllaceae.   Inga underarter finns listade i Catalogue of Life.